# Fede Cheti
Fede Cheti (Savona, 10 novembre 1905 – Genova, 18 novembre 1978) è stata un'artista e imprenditrice italiana.

## Biografia
Si interessò all'arte tessile grazie a sua madre, la quale dirigeva una scuola di tappeti a mano. Dopo la morte del padre le due si trasferirono a Milano, dove avviarono un'attività di tessitura di tappeti e di creazione di stoffe per arredamenti. Dopo aver preso parte alle Triennali del 1930 e del 1933, fondò sempre a Milano la sua Scuola di tappeti e tessitura, che creava stoffe sia sulla base dei suoi disegni che di quelli di noti artisti come Raoul Dufy e Gio Ponti. Durante la seconda guerra mondiale si dedicò all'utilizzo di materiali autarchici, ma dopo il conflitto vide la sua azienda affermarsi maggiormente: le sue composizioni floreali furono apprezzate a Zurigo e in Svezia, e nel 1950 si aggiudicò il premio per le creazioni tessili alla Biennale di Venezia.
Alla Triennale del 1951 presentò i suoi tappeti e cintz, e in quella successiva si fece apprezzare per le sue creazioni ispirate alle opere di Chagall e Degas. Nel 1960 presentò la sua mostra personale, unica assieme a quella di Frank Lloyd Wright, all'inaugurazione del palazzo Sanderson a Londra, e nel 1965 ricevette il Premio Città di Milano per la sua attività in campo artistico.

## Mostre
- Triennale di Milano (edizioni 1930, 1933, 1940, 1951, 1954, 1957)
- Expo 1937
- New York (1938)
- Berlino (1939)
- Zurigo (1946)
- Svezia (1947)
- Biennale di Venezia (1950)

### Mostre personali
- Londra (1960)
- New York (1965)